# Institut cubain des arts et de l'industrie cinématographiques
L'Institut cubain des arts et de l'industrie cinématographiques (ICAIC ; en espagnol Instituto Cubano del Arte e Industria Cinematográficos) est une institution cubaine destinée à la promotion de l'industrie cinématographique. Il est créé en 1959, 83 jours après le début de la révolution cubaine. L’événement le plus important de l'ICAIC est le Festival international du Nouveau Cinéma latino-américain.

## Historique
Un antécédent de cet institut est la Cinémathèque de Cuba, fondée par Herman Puig (1928) et Ricardo Vigón, qui en 1948, est officialisée en tant qu'institution ; elle voit à nouveau le jour sous le même nom en 1961 à l'initiative d'Alfredo Guevara. L'héritage de Puig et Vigón est ensuite nié et même passé sous silence. Puig, et un groupe comprenant Carlos Franqui (1921-2010), Ramón F. Suárez (futur cameraman de l’ICAIC), et les écrivains Edmundo Desnoes et Guillermo Cabrera Infante (auteur de Tres tristes tigres), avaient déjà réalisé plusieurs courts métrages, dont un intitulé The Visitor (vers 1955), et avec la participation de l'espagnol Néstor Almendros en tant que cinéaste.
Au début des années 1960, l'ICAIC parraine la création du groupe de musique expérimentale comme un travail collectif pour créer de la musique pour des documentaires et des films. L'objectif était de relancer la perspective de la musique cubaine sur le marché extérieur, hors des frontières cubaines. Leo Brouwer est directeur de ce groupe et les autres membres fondateurs sont Silvio Rodriguez, Pablo Milanes, Noel Nicola et Sara González, entre autres membres de la soi-disant nueva trova cubana, un courant musical.
Lors du Festival international du nouveau cinéma latino-américain de La Havane, en 2016, le film Santa et Andres est exclu de la compétition par Roberto Smith le directeur de l'institut cubain des arts et de l'industrie cinématographiques. Celui-ci indique : « Le film présente une image de la révolution qui la réduit à une expression d'intolérance et de violence contre la culture (et) fait un usage irresponsable de nos symboles patriotiques et de références inacceptables envers le camarade Fidel ».

## Institutions
- Cinemateca de Cuba
- Casa del Festival
- Archivo Fílmico
- Centro de Información Cinematográfica ICAIC
- Audiovisuales ICAIC, Producción-Distribución
- Estudios Fílmicos de Animación ICAIC
- Distribuidora Nacional ICAIC
- Estudios Fílmicos Cubanacán
- Estudios de Infografia
- Unidad de Atención a Establecimientos de Cine

À la fin des années 1970 et au début des années 1980 sont réalisés divers travaux de séries produites par l'ICAIC, créées par Juan Padrón qui comptait avec les voix des personnalités de la radio et de la télévision à Cuba[Quoi ?]. Après les séances de doublage pour des animes japonais, ces derniers seront les premiers du genre visionnés dans les cinémas cubains ; ils incluent notamment Voltus V et Mazinger Z, Adventures in Mississippi, UFO Dai Apolon et Baxingar. Bien d’autres doublages sont réalisés dont quelques doublages mixtes, avec les réalisateurs de l’ESM de Los Angeles. Ils doublent également des séries américaines comme Le Woody Woodpecker Show. 